# Daichi Azegami
Daichi Azegami (japanisch 畔上 大地 Azegami Daichi; * 23. März 1974 in der Präfektur Nagano) ist ein ehemaliger japanischer Skilangläufer.

## Werdegang
Azegami nahm zu Beginn der Saison 1994/95 in Kiruna erstmals am Skilanglauf-Weltcup teil und belegte dabei den 62. Platz über 10 km klassisch. Bei der Winter-Universiade 1995 in Candanchú holte er die Bronzemedaille über 15 km klassisch und errang dort zudem den 26. Platz über 30 km Freistil. Im folgenden Jahr wurde er bei den Winter-Asienspielen in Harbin Achter über 15 km Freistil und Vierter über 10 km klassisch. In der Saison 2001/02 holte er in Asiago mit dem 26. Platz im Sprint seine ersten Weltcuppunkte und erreichte damit seine beste Einzelplatzierung im Weltcup. Bei seiner einzigen Olympiateilnahme im Februar 2002 in Salt Lake City lief er auf den 37. Platz im Sprint.